# Pesti Izraelita Hitközség
A Pesti Izraelita Hitközség a történelmi Pest, majd Budapest 1873-as megalakulása után Budapest pesti részének izraelita közéletét összefogó vallási szervezet (hitközség) volt. A magyarországi zsidó emancipációs mozgalomban 1869-ben az asszimiláció-párti neológ irányzatot tette magáévá, amiért az egyet nem értők 1868-1869 fordulóján kiváltak és nézeteik szerint az asszimiláció-ellenes ortodox, vagy az akkori (részleges asszimilációs) állapotokat fenntartani kívánó statusquo ante irányzathoz csatlakoztak.
A hitközség 1793-ban önállósult az Óbudai Izraelita Hitközségtől és rövidesen Magyarország, majd a 19. század végére Európa és a világ legnagyobb és leggazdagabb zsidó közösségévé fejlődött. Egy időben Pest lakosságának mintegy 25%-a, azaz negyede izraelita származású volt. 1944-ben a náci megszállást követően megszűnt, helyét a zsidó tanács (Judenrat) vette át. 1945-ben újjáalakult, de régi formájában csak 1950-ig létezett. Ekkor a kommunista hatalom „Budapesti Zsidó Hitközség” néven egyesítette a Budai Izraelita Hitközséggel és az Óbudai Izraelita Hitközséggel, majd szoros állami felügyelet alá vonta. Utolsó vezetője 1945 és 1950 között Stöckler Lajos volt.
Ugyan Budapest 1873-as létrehozása óta többször is felvetődött egy közös, budapesti hitközség létrehozása, a budai, pesti és óbudai hitközségek 1950-es erőszakos egyesítésükig (1944-1945-öt kivéve) mindvégig önállóan, egymástól függetlenül működtek.

## Története
A történelmi Pesten már a középkorban is éltek zsidók, az idők során azonban többször is részben, vagy teljesen kitiltották őket a városból. A török uralom vége (1686, Buda visszafoglalása) után újra magyar kézre jutott városba több, mint száz éven át megakadályozták zsidók letelepedését; időről időre még a városi vásárok látogatásától is eltiltották őket, valamint megszállni is csak az igazoltan hivatalos ügyben Pesten tartózkodó zsidóknak engedélyezték (az 1720-as évek végéig még ezt sem).
A totális kitiltást 1783-ban oldotta fel II. József türelmi rendeletében, ami eredetileg a keresztény felekezetek között hirdetett teljes egyenlőséget ám ehhez kapcsoltan utólag a zsidók helyzetét is rendezték. Főként Óbudáról költöztek ide izraeliták. Ekkortól nemcsak beléphettek, de le is telepedhettek a városban, ipart is űzhettek és vallásukat is szabadon gyakorolhatták, igaz a városvezetés a további évtizedekben is igyekezett a legteljesebb mértékben akadályozni ezeket, valamint időről időre mindannyiukat kiűzni az elővárosokba. 1787-ben a mai Király utcában, a Hausler-féle majorságban nyílt meg az első imaházuk.
A pesti zsidóság ekkortól, azaz 1787-től kezdve forszírozta az elszakadást az óbudai hitközségtől, ami végül 1793-ban történt meg. A pestiek ekkor választották meg Boskovitz Wolf rabbit főrabbijuknak. Az emiatt kirobbant viszály Münz Mózes, az óbudai hitközség vezetője és egyben a kor egyik legtekintélyesebb magyarországi rabbija és Boskowitz közt kicsit több, mint két év alatt oda vezetett, hogy az ügy kivizsgálására felkért városi tanácsosok javaslata nyomán Boskowitzot 1796-ban a Helytartótanács megfosztotta hivatalától, a pesti zsidókat pedig megkérte, hogy válasszanak másik főrabbit, aki bárki lehet, kivéve Münz. Az óbudai Wahrmann Izraelre esett a választás, amivel véglegesült az önállósodás. Wahrmann kezdeményezésére 1799-1800-ban elkészült a hitközség első alapszabályzata.

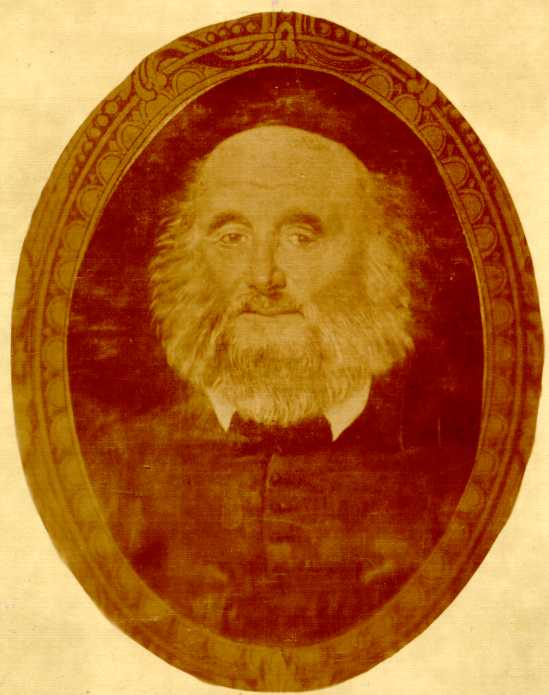
Kunitzer Mózes arcképe

Vásároltak temetőhelyet, majd 1805-ben kórházat, 1814-ben pedig iskolát alapítottak. Wahrmann halála után Oppenheimer Simon, Brill Azriel és Kunitzer Mózes, illetve Bach József voltak a lelki vezetők, főrabbik.
Mivel Pestről igyekeztek kiszorítani őket, így a városfalon kívül, az akkor még külvárosnak számító belső-Erzsébetvárosban telepedtek meg a legtöbben, azon belül is a mai Károly körút és Király utca sarkán állt Orczy-házban és környékén, mivel a mai Madách Imre téren rendezték a zsidó vásárokat. Az Orczy család tulajdonában álló épületet a család, felismerve az üzleti lehetőséget, szinte azonnal megnyitotta a városba és környékére újra beengedett zsidók előtt. A gyakorlatilag a kezdetek óta az óbudai zsidók érdekeltségébe tartozó épület a városfalon kívüli Pest legnagyobb építménye volt. Méreteit jól jellemzi, hogy 48 lakás (140 helyiséggel), rituális fürdő, kóser mészárszék, 37 boltozott raktárhelyiség, illetve hatalmas pincerendszer tartozott hozzá. Ezeken kívül már 1796-ban imahely nyílt benne. Az 1730-as években emelt, többször bővített copf stílusú épületet 1936-ban bontották el, helyén ma a Madách-házak állnak. Ebben üzemelt mindvégig szigorú ortodox előírások alapján az Orczy kávéház is 1825-től 1936-ig. 111 éves működése alatt a helyiség a magyarországi bőrkereskedelem (az egyetlen ipar, amit a kezdetektől fogva nem tiltottak a zsidóknak) üzleti központjaként is funkcionált. Az épület nyomán a teljes Király utca és környéke zsidókkal népesült be, kialakítva a pesti zsidónegyedet.
Kunitzer halála után, 1836-ban Schwab Löw lett a főrabbi, aki modernizálta a teljes hitközséget. Egyházi vezetői gyakorlata egységessé tette a hitközséget, ami ekkoriban vált az ország legnagyobbjává. Ezzel párhuzamban világi vezetői, mint Ullmann Gábor, Boskowitz Löb József, Kunewalder Jónás, illetve Schossberger Simon Wolf kereskedelmi tevékenységük révén egyben a leggazdagabb hitközséggé is tették. Kezdeményezésére kérelmezték az 1839-40-es rendi országgyűlésnél a zsidóság emancipálását. Ugyan a többség támogatta az ügyet, Barkóczy László székesfehérvári püspök és Eötvös Ignác főtárnokmester összefogása nyomán ez részben meghiúsult. Az 1840. évi XXIX. törvénycikk a zsidókról kimondta a szabad iparűzés (gyáralapítás), kereskedelem és letelepedés jogát, ám továbbra is kitiltotta őket a bányavárosokból, valamint továbbra sem adta meg a teljes egyenjogúságot az ország keresztény lakosaival. Egyúttal kötelezték őket állandó vezetéknév használatára, valamint anyakönyvvezetésre. A törvény így is magyarosodási lázat eredményezett; az addig jobbára német és héber nyelvű közösség a héber hagyományos megtartása mellett egységesen magyarra váltott. Lőw Lipót szellemi vezérlete alatt hatalmas mennyiségű írást fordítottak magyarra, illetve rengeteg magyar nyelvű írás született, valamint a prédikáció nyelve is fokozatosan magyarrá lett.
1841-ben vette meg a hitközség a Síp utcai székházát (az épület ma a 12-es házszámot viseli), ami azóta is így funkcionál. A kommunista rendszer kiépülése után a budapesti hitközség mellett az országos irányítással megbízott szervezet is itt rendezte be központját, ami a rendszerváltás után is így maradt, azaz jelenleg a Magyarországi Zsidó Hitközségek Szövetsége otthona is.
A hitközség lelkesen támogatta az 1848–49-es forradalom és szabadságharcot, amihez templomi ezüst kegyszereit ajándékozta a kincstárnak, valamint kamatmentes kölcsönt nyújtott, miközben tagjai között rendszeresen hadi célokra gyűjtéseket tartott, valamint állta a felszerelését a zsidó önkéntes honvédeknek. Schwab főrabbit a megszálló osztrák seregek a Neugebaude börtönbe vetik egy hazafias szónoklatáért, majd a szabadságharc után totális kontrollja alá vonták, anyagilag is kizsigerelve őket.

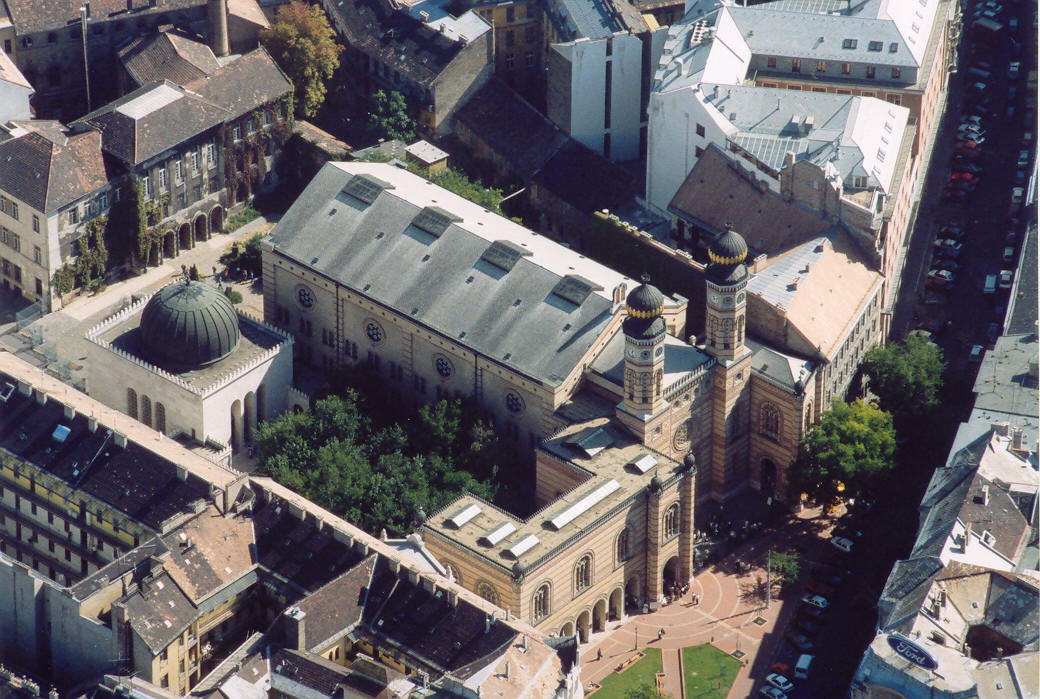
A Dohány utcai zsinagóga a levegőből

A Bach-korszak alatti fokozatos enyhülés, valamint a kereskedelem fellendülése új erőt adott a korábban is robbanásszerűen fejlődő és növekvő pesti zsidóságnak; ekkoriban épült meg a fiú és leányiskola, valamint a még 1837-ben megszerzett Dohány utcai telken (ahová 1845-ben döntöttek a templomépítésről) 1854 és 1859 között a Dohány utcai zsinagóga a bécsi zsinagóga, a Stadttempel méreteit utánozva (de csak a későbbi bővítések során, 1902-ben vált Európa legnagyobb zsinagógájává). A még épülő templomnak Schwab lett az első rabbija. Schwab halála, 1857 után Meisel Farkas Alajost választották főrabbivá. Elkészülte után a Király utcai Orczy-ház mellett azonnal a közösség új központja lett.
Meisel ösztönzésére, vagy segédletével alakult meg a Talmud Tóra iskola, az Országos Izraelita Tanítóegyesület, az Aggok háza, illetve Bischitz Johanna szellemi és Gotteszmann Mária gyakorlati vezetésével 1866-ban a Pesti Izraelita Nőegylet. A nőegylet később az ország egyik legnagyobb jótékonysági szervezetévé nőtte ki magát, 1870-ben ők nyitották meg a népkonyhát, ami felekezetre való tekintet nélkül, minden szegény számára nyitva állt.
Az ekkoriban tömegével érkező kelet-európai zsidó bevándorlók révén az addig is nagyszámú pesti zsidóság Európa, illetve a világ egyik legnagyobb közösségévé nőtte ki magát.
A hitközség világi vezetője a kiegyezés idején a neves szemorvos, Hirschler Ignác volt, akinek ösztönzésére hívták életre 1866-ban a hitszónoki állást, amit Kohn Sámuel nyert el. Meisel 1867-es halála után Kohn lett a főrabbi.

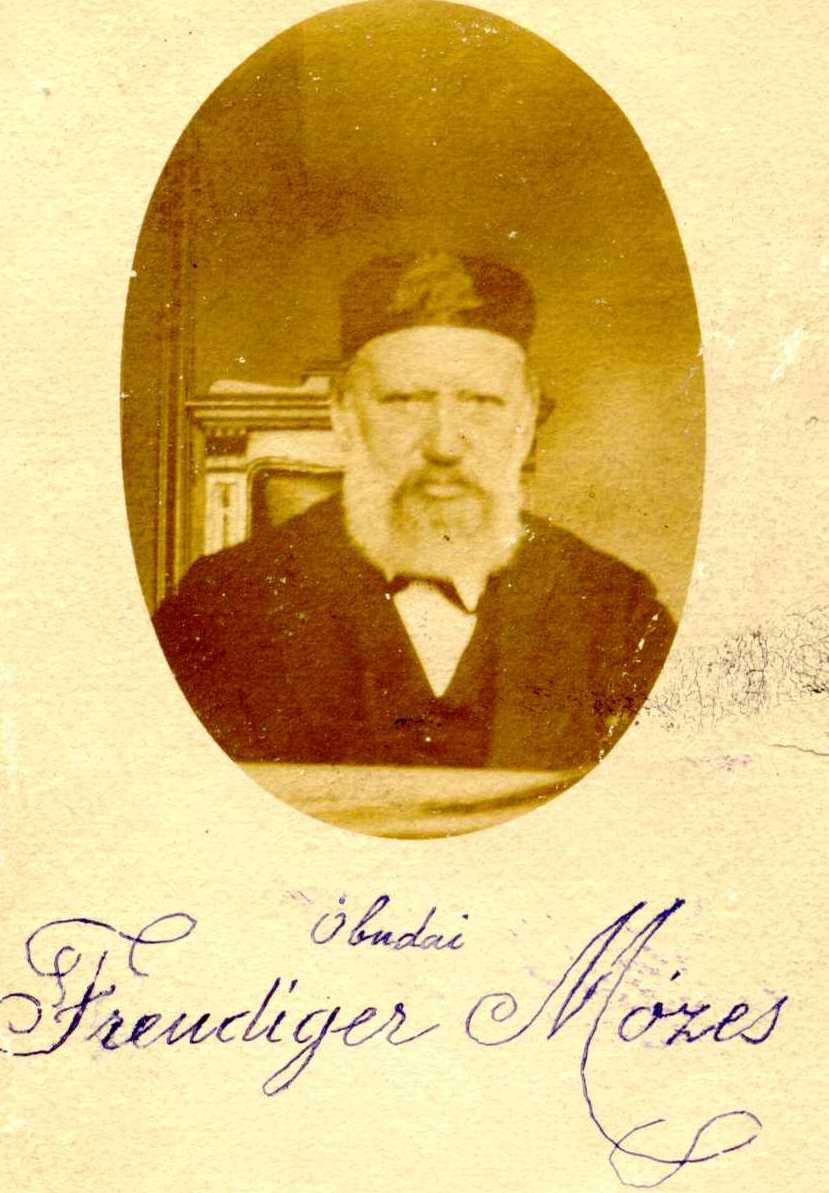
Freudiger Mózes, a PIH-ből 1869-1870-ben kivált és önállósult Budapesti Ortodox Hitközség alapító-vezetője

A kiegyezés után beálló hatalmas politikai változások a zsidóságot is mélyen érintették, mivel 1867. november 25-én életbe lépett az 1867. évi XVII. törvénycikk. Ez mindössze két rövid mondatból állt: „Az ország izraelita lakosai a keresztény lakosokkal minden polgári és politikai jog gyakorlására egyaránt jogosítottaknak nyilváníttatnak”, illetve „minden ezzel ellenkező törvény, szokás vagy rendelet, ezennel megszüntettetik”. A teljes jogi és politikai, de nem vallási egyenjogúság komoly belső vitákhoz vezetett, ami 1868-ban egyházszakadást eredményezett. Az ebben az évben, december 10-re a pesti vármegyeházába összehívott és 1869. február 23-ig tartó országos kongresszuson az egységes, új irány kijelölése helyett a teljes asszimiláció pártján álló, a zsidóságot csak vallásnak tekintők többségi táborából gyakorlatilag azonnal, még decemberben kiszakadtak az ultra-ortodox, majd az ortodox hívek és megalapították a maguk ortodox hitközségét, majd valamivel később az ortodox és a többségi vélemény, azaz a neológia között egyensúlyozó statusquo ante hitközség, akik a közvetlenül az 1867 előtti állapotokat és irányvonalat látták helyesnek. A neológok csak vallásként, az ortodoxok etnikumként, a statusquo ante hívői pedig a „két nagy” között, egyszerre vallásként és valamilyen mértékben etnikumként is tekintettek (és tekint mindegyik irányzat ma is) a zsidóságra. A héber nyelv fontosságában is hasonlóan oszlott meg a felfogásuk; míg a neológok a magyar nyelvű prédikációt és kultúrát tették az első helyre, addig az ortodoxok ragaszkodtak a héberhez minden szinten, míg a középutasok a kettő közt álltak valahol ott, ahol a szakadás előtt voltak az állapotok.
A hitközséget nem viselte meg komolyabban a szakadás (ami az egész országon végigsöpört), mivel a jelentős többség a neológia híve volt, ahogy szerte az országban is. A Budapesti Ortodox Hitközség 1870-ben alakult meg, ahogy országszerte az ortodox hitközségek többsége is. Ők ekkortól fogva a Pesti Izraelita Hitközségtől teljesen függetlenül működtek, központjuk az Orczy-házban 1796 óta működő zsinagóga lett. A statusquo ante mozgalom központja az 1869-1872 között épült Rumbach utcai zsinagóga lett. Ők (ahogy szerte az országban máshol is) szintén saját hitközségbe tömörültek.
Az új politikai légkörben Magyarországgal párhuzamosan robbanásszerű gazdasági fejlődésnek indult a PIH is, szinte évente adtak át újabb és újabb zsinagógát, kórházat, szociális vagy egyéb (pl. könyvtár, iskola, stb.) intézményt akár zsidóknak, akár zsidó adakozásból bármely felekezet számára nyitottan országszerte, így Budapesten is. 1867-ben megnyílt az izraelita fiú és a leány árvaház, 1869-ben a zsidó fiú- és leány elemi valamint a polgári iskola és gimnázium, 1877-ben az Országos Rabbiképző – Zsidó Egyetem, ami a neológiához igazodva teljesen elhatárolta magát az ortodox irányzattól és nézetektől, elsődleges nyelve pedig a magyar lett. 1887-ben nyílt meg az Izraelita Siketnémák Országos Intézete, 1889-ben átadták a mindenki számára nyitott Szabolcs utcai közkórházat, 1893-ban az „izraelita aggok házát”, 1897-ben pedig a szintén mindenki számára nyitott tűzoltó utcai gyermekkórházat. 1908-ban nyitotta meg kapuit a hitközség pénzéből felépült Vakok Intézete is, ami szintén felekezeti hovatartozásra való tekintet nélkül várta lakóit. 1911-ben nyílt meg a „szülő nők otthona”, 1911-ben pedig az Izraelita Szeretetkórház, valamint számtalan egyéb kisebb-nagyobb intézmény.
Mindeközben az 1890-es évek elején mozgalmat indítottak az elmaradt vallási egyenjogúság („recepció”) kivívására is, ami 1896-ban valósult meg; ekkor lett a fő keresztény egyházakkal a zsidó vallás egyenrangú, államilag is elismert, védett vallás.
Az első világháború megakasztotta ezt a fejlődést. A PIH végig aktívan támogatta a honvédséget mind anyagilag, mind a zsidók körében végzett toborzás terén, mind más tekintetben. Ugyanolyan súlyos csapás volt számukra is a háború végkimenetele. Mivel minden vagyonuk hadi kötvényekben volt, az összeomlás a hitközség anyagi csődjét is eredményezte, amit csak tetézett az őszirózsás forradalom, majd a Magyarországi Tanácsköztársaság gazdag-ellenes, illetve az azt követő új rendszer antiszemita politikája. Az ekkoriban már a világ legnagyobbjának számító hitközség élére Székely Ferenc állt, majd 1921-es halálát követően Léderer Sándor. Őt Kaszab Aladár követte. Vezetésük alatt sikerült konszolidálni adósságaikat és Kaszab alatt már újra a fejlődés útjára léphettek. 1923-ban már új intézményt avathattak: a Pesti Izraelita Hitközség fiú- és leánygimnáziuma ekkor költözött végleges helyére (ez ma az ELTE Radnóti Miklós Gyakorlóiskola)
A hitközségen belül ekkoriban komoly vita alakult ki, hogy a zsidóságnak kellene-e egységesen politizálnia, vagy sem.
A Magyar zsidó lexikon szerint 1929-ben a hitközség lélekszáma mintegy 250 ezer főre volt tehető (ebben nincs benne a kb. 50 ezres ortodox közösség valamint a statusquo ante hívei). A 250 ezer neológból kb. 57 ezren fizettek egyházi adót. Pest lakosságának ekkoriban mintegy negyede volt zsidó származású.

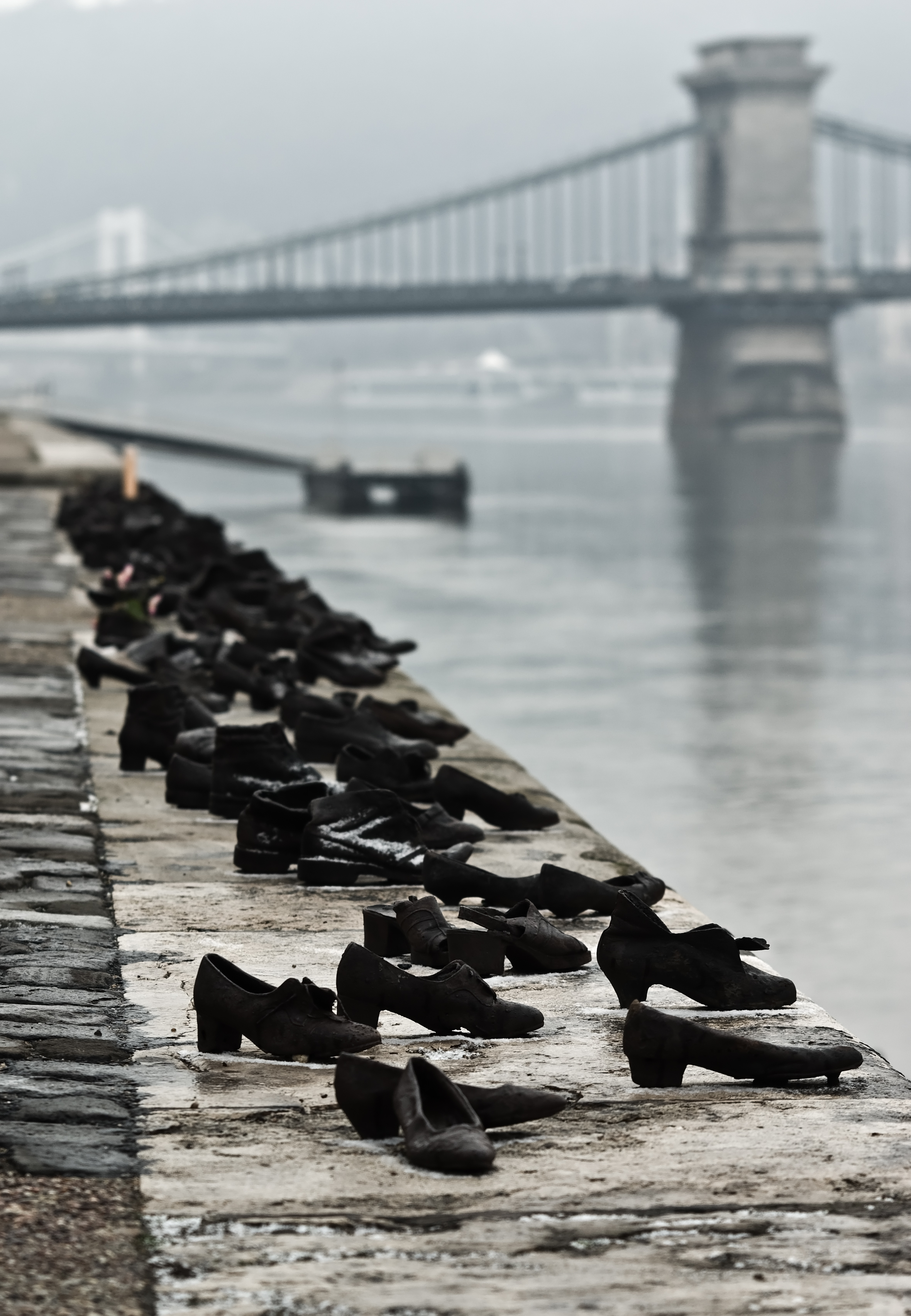
Holokauszt-emlékmű a 60. évfordulóra (2005), Pauer Gyula és Can Togay alkotása.

1929-ben pénzét és befolyását is latba vetve Stern Samu lett a PIH világi vezetője, nem kis felzúdulást keltve a belső életben. Stern pozícióját egészen a második világháború végéig megőrizte, amikor Magyarország német megszállását követően megszűnt, helyét pedig a náci mintára megszervezett zsidó tanács (Judenrat) vette át, szintén Stern vezetésével.
A numerus clausus, a zsidótörvények és végül a holokauszt fokozatosan tették tönkre és semmisítették meg szinte teljesen a teljes magyar zsidóságot, beleértve a pestieket is.
Az események folyományaként a többi közösséghez képest leginkább megmaradt budapesti zsidóság a háború után szinte azonnal, 1945-ben még újjá tudta alakítani a Pesti Izraelita Hitközséget, de az régi formájában csak 1950-ig létezett. Ekkor a kommunista hatalom „Budapesti Zsidó Hitközség” néven egyesítette a Budai Izraelita Hitközséggel és az Óbudai Izraelita Hitközséggel, majd szoros állami felügyelet alá vonta.
A PIH utolsó vezetője Stöckler Lajos volt, aki az 1944-ös újjászervezéstől az 1950-es feloszlatásig volt a hitközség világi vezetője. Stöcklert 1953-ban Domonkos Miksával és Benedek Lászlóval, a Szabolcs utcai kórház főorvosával együtt megvádolták Raoul Wallenberg megölésével, a koncepciós pert azonban a Sztálin halála nyomán bekövetkezett változások miatt nem tudták végigvinni.